# نواب فايزونيسا
نواب بيكُم فيض النساء جودهراني (البنغالية: নওয়াব বেগম ফয়জুন্নেসা চৌধুরানী ؛ 1834–1903). لقد كانت زميندار من منطقة كوميلا الحالية، بنغلاديش. اشتهرت بحملتها من أجل تعليم الإناث والقضايا الاجتماعية الأخرى. تقديراً لعملها الاجتماعي، منحت الملكة فيكتوريا عام 1889 لقب «نواب» لفيض النساء، مما يجعلها أول امرأة نواب في جنوب آسيا.
ينتمي عمل فيض النساء التربوي والأدبي إلى حقبة ما بعد 1857 عندما بدأ المسلمون في الهند في مواجهة الزخم الاستعماري الكامل وكانوا في الحضيض من الحرمان والتمييز. شرعت فيض النساء في إنشاء مدارس للنساء في هذا السياق الثقافي. مجازًا، سعت إلى إنقاذ المجتمع من خطر اليأس والتشاؤم من خلال تصوير بطل مسلم في روبجال، ومنحتهم بذلك الأمل والثقة.
مدافعة عن تعليم الإناث، وفاعلة خير وأخصائية اجتماعية، ولدت فيض النساء في كوميلا في ما يعرف الآن ببنجلاديش. كانت متزوجة من ابن عم بعيد جارها، محمد غازي، في عام 1860 كزوجته الثانية بعد أن انفصلت بعد أن أنجبت ابنتين، إرشاد النساء وبدر النساء. أصبحت زميندار بعد وفاة والدتها في عام 1883 وأصبحت تشارك بشكل متزايد في العمل الاجتماعي والخيري، وبالتالي في عام 1889 نالت شرف كونها أول امرأة نواب من الهند البريطانية. كتبت القليل من الأعمال الأدبية الأخرى مثل سانجيت سار وسانجيت لاهاري وتاتوا أو جاتيا سانجيت، وتشتهر بعملها التعليمي والخيري الرائد وإنشاء المدارس والمدارس الدينية والمستشفيات. ومع ذلك، يظل جوبجلال أهم عمل لها وجذبت المزيد من البحث والاهتمام النقدي.